# 八
여덟팔(여덟八)은 한자 부수의 하나. 여덟이라는 뜻을 가지고 있으며 전주(轉注)하여 '나누다'라는 의미도 있다. 한자의 제자원리를 뜻하는 육서 중의 지사자로서 두손의 손가락을 각각 네 손가락만 위로 편 모양을 본땄다. 부수로 쓰이는 자이기는 하지만 부수자로 쓰일 때에는 실질적 뜻은 없고 단지 부수로써 한자의 분류를 위해 배정되었을 때가 많다. 한자능력검정시험의 급수에서 8급에 배정되어 있다.

## 八부
| 자획  | 글자               |
| ----- | ------------------ |
| 0 획  | 八                 |
| 2 획  | 公, 六, 兮, 兯, 六 |
| 3 획  | 兰                 |
| 4 획  | 共, 兲, 关, 兴     |
| 5 획  | 㒵, 㒶, 㒷, 兵     |
| 6 획  | 其, 具, 典         |
| 7 획  | 㒸, 兹, 养         |
| 8 획  | 兺, 兼             |
| 9 획  | 兽                 |
| 11 획 | 兾, 兿             |
| 14 획 | 冀                 |
| 16 획 | 冁                 |
| 18 획 | 㒹                 |

## 문헌
- Fazzioli, Edoardo. 《Chinese calligraphy : from pictograph to ideogram : the history of 214 essential Chinese/Japanese characters》. calligraphy by Rebecca Hon Ko. New York: Abbeville Press. ISBN 0-89659-774-1.
- Leyi Li: “Tracing the Roots of Chinese Characters: 500 Cases”. Beijing 1993, ISBN 978-7-5619-0204-2